# 丸竹夷 (バンド)
丸竹夷（まるたけえびす）は日本の京都で活動している、姫花(ギター・ボーカル)、莉音(ベース)、紅留美(ドラム)からなる3ピースバンド。バンド名は京都の通り名を覚えるためのわらべ歌の冒頭部分に由来する。2024年3月に京都精華学園の軽音楽部に所属していた姫花、莉音の2人が紅留美を誘い結成。姫花の兄・勝希がマネージャーとして参加。2024年9月20日に『はむはむGX』にてデビュー。

## メンバー
- 姫花(ギター・ボーカル)
  - 兄がバンドをやっていたこともあり幼少期から楽器に触れていた。
- 莉音(ベース)
  - 音楽が常にある家庭で育ち音楽好きもあり軽音部に入部
- 紅留美(ドラム)
  - メンバーで唯一1人楽器未経験で参加

## 来歴
2024年3月に京都精華学園の軽音楽部に所属していた姫花、莉音の2人が紅留美を誘いバンド結成。紅留美はドラム未経験で一から覚えた。
- 2025年3月22日 - 高校卒業の『JK THE END』
- 2025年3月23日 - 新たな門出『New Capture』　ホールワンマン2daysを行った。